# Markus Moser
Markus Moser (* 14. dubna 1969) je rakouský skibobista a třicetisedminásobný mistr světa z Österreichischer Skibob-Verband (ÖSBV).
Ještě v roce 2017 kraloval ve statistikách titulů FISB ve všech pěti disciplínách na mistrovství světa i v celkovém součtu titulů (5x sjezd, 11x slalom, 7x obří slalom, 5x Super G spolu se Štěpánem Hlaváčem). Celkově získal na MS 53 medailí (37/12/4) v letech 1988–2013.